# NGC 7764
NGC 7764 ist eine Balken-Spiralgalaxie vom Hubble-Typ SBm im Sternbild Phönix. Sie ist schätzungsweise 75 Millionen Lichtjahre von der Milchstraße entfernt.
Das Objekt wurde am 4. Oktober 1836 vom britischen Astronomen John Herschel entdeckt.